# Санта-Клаус (фильм, 1898)
«Санта-Клаус» (англ. Santa-Claus; другое название — «Святой Николай») — немой короткометражный сказочный фильм Джорджа Альберта Смита. Премьера состоялась в Великобритании в 1898 году. Считается первым из дошедших фильмов на рождественскую тематику. Также примечателен использованием двойной экспозиции и одним из первых оформленных с помощью вступительных титров.

## В ролях
| Лора Бэйли   | няня    |
| Дороти Смит  | девочка |
| Гарольд Смит | мальчик |

## Сюжет
Двое детей, одетых в ночные рубашки, смотрят в дымоход, откуда должен появиться Санта-Клаус с рождественскими подарками. Няня кладёт их в кроватку, на которую они повесили чулки для подарков, гасит свет и уходит. Во время их сна на заснеженной крыше появляется Санта-Клаус, который через каминную трубу спускается к ним в комнату, кладёт подарки и внезапно исчезает. Дети просыпаются радостные, так как по своим подаркам понимают, что Санта был в их спальне.

## Художественные особенности
Сюжет фильма во многом основан на детском стихотворении «Визит святого Николая» (также «Ночь перед Рождеством»), опубликованного в 1823 году американским писателем Клементом Кларком Муром. До выхода этого произведения представления о Санта-Клаусе были довольно смутными. В стихотворении описано, как выглядит Санта-Клаус, как он передвигается (летит по небу на санях, запряжённых оленями, также упоминаются имена восьми оленей) и что, собственно, происходит, когда он посещает дом с подарками в сочельник. В фильме его влияние прослеживается в развешивании чулков перед Рождеством, появлении Санты через дымоход, и удивлении детей по утрам. В каталоге компании Lubin Films (1907) указывалось: «В этом фильме Санта-Клаус проникает в комнату через камин и начинает наряжать ёлку. Затем он наполняет [подарками] чулки, которые дети повесили на изножье кровати. Отойдя назад и оглядев свою работу, он внезапно бросается к камину и исчезает в дымоходе. Этот фильм удивляет всех и заставляет гадать, каким образом исчезает старина Крис» (In this picture you see Santa Claus enter the room from the fireplace and proceed to trim the tree. He then fills the stockings that were previously hung on the mantle by the children. After walking backward and surveying his work, he suddenly darts at the fireplace and disappears up the chimney. This film surprises everyone, and leaves them to wonder how old Kris disappears).
Название фильма было написано белой краской на куске железа. Когда няня выключает свет, декораций не видно полностью. Санту можно увидеть через круг, из которого он внезапно исчезает с ёлкой после того как положил детям подарки. В 1898 году Смит снял несколько фильмов, в четырёх из них он показал «видение» («Санта-Клаус», «Золушка», «Фауст и Мефистофель» и «Корсиканские братья»), что было достигнуто путём использования двойной экспозиции, которую он применял ещё до Жоржа Мельеса. В каждом из этих случаев видение появлялось на несколько мгновений на тёмном фоне основного изображения, внутри него происходили действия, а затем оно исчезало. Как и во многих фильмах Смита, снятых в конце 1890-х годов, его жена Лора Бэйли играет одну из главных ролей, в данном случае няни. До замужества со Смитом она была театральной актрисой и выступала со своими тремя сестрами. Их дети, Гарольд и Дороти, играют детей в фильме. Поскольку «Санта-Клаус», несомненно, является фильмом Смита, идентификация детей в других фильмах помогла установить его авторство как их режиссёра. Ранее некоторые его работы приписывались Артуру Мельбурну-Куперу.
Фильм считается самой первой экранизацией о Санте-Клаусе в истории кино, а также таким, где одним из первых использованы вступительные титры.